# 스펙트럼 (함수해석학)
함수해석학에서, 유계 작용소 또는 바나흐 대수의 원소의 스펙트럼(영어: spectrum)은 그 고윳값의 집합을 일반화한 개념이다.

## 정의
가환환 {\displaystyle R} 위의 (항등원을 갖는) 결합 대수 {\displaystyle A}의 원소 {\displaystyle a\in A}의 분해 집합(分解集合, 영어: resolvent set)은 다음과 같은 집합이다.:252, Definition 10.10
{\displaystyle \rho (a)=\left\{\lambda \in R\colon \lambda -a\in \operatorname {Unit} (A)\right\}}
여기서 {\displaystyle \operatorname {Unit} (A)}는 {\displaystyle A}의 가역원군이다. 즉, {\displaystyle \lambda -a}가 가역원이 되는 스칼라 {\displaystyle \lambda }들의 집합이다. 분해 집합의 여집합을 {\displaystyle a}의 스펙트럼 {\displaystyle \sigma (a)}라고 한다.:252, Definition 10.10; 104, Definition 4.17(c)
{\displaystyle \sigma (a)=R\setminus \rho (a)=\left\{\lambda \in R\colon \lambda -a\not \in \operatorname {Unit} (A)\right\}\subseteq R\qquad (a\in A)}
이 경우, 원소 {\displaystyle (\lambda -a)^{-1}\in A}를 {\displaystyle a}의 {\displaystyle \lambda }에서의 분해식(分解式, 영어: resolvent)이라고 한다.
{\displaystyle \mathbb {K} \in \{\mathbb {R} ,\mathbb {C} \}}가 실수체 또는 복소수체이며, {\displaystyle A}가 {\displaystyle \mathbb {K} }-결합 대수라고 하자. 이 경우, 원소 {\displaystyle a\in A}의 스펙트럼 반지름(spectrum半지름, 영어: spectral radius)은 그 스펙트럼의 절댓값의 상한이다.:253, Definition 10.10
{\displaystyle \operatorname {spec\,rad} (a)=\sup _{\lambda \in \sigma (a)}|\lambda |}
만약 {\displaystyle A}가 {\displaystyle \mathbb {K} }-바나흐 대수라면, 그 원소의 스펙트럼은 항상 콤팩트 집합이므로, 이 경우 상한은 최댓값이 된다.

### 유계 작용소의 스펙트럼
{\displaystyle \mathbb {K} \in \{\mathbb {R} ,\mathbb {C} \}}가 실수체 또는 복소수체라고 하자. {\displaystyle \mathbb {K} }-바나흐 공간 {\displaystyle V} 위의 유계 작용소의 집합 {\displaystyle \operatorname {B} (V,V)}는 {\displaystyle \mathbb {K} }-바나흐 대수를 이루며, 이에 대하여 분해 집합과 스펙트럼의 개념을 정의할 수 있다. 일반적으로, 열린 사상 정리에 따라서 바나흐 공간 사이의 전단사 유계 작용소의 역함수는 유계 작용소이다. 즉, {\displaystyle \operatorname {B} (V,V)}의 원소가 가역원인 것은 전단사 함수인 것과 동치이다.
바나흐 공간 위의 유계 작용소의 스펙트럼은 추상적인 바나흐 대수의 원소의 스펙트럼보다 더 구체적으로 분석될 수 있다. 즉, {\displaystyle \mathbb {K} }-바나흐 공간 {\displaystyle V} 위의 유계 작용소 {\displaystyle T\colon V\to V}의 스펙트럼 {\displaystyle \sigma (T)}는 다음과 같은 분리합집합으로 분해된다.
{\displaystyle \sigma (T)=\sigma _{\text{p}}(T)\sqcup \sigma _{\text{r}}(T)\sqcup \sigma _{\text{c}}(T)}
이 성분들은 각각
- 점 스펙트럼(點spectrum, 영어: point spectrum) {\displaystyle \sigma _{\text{p}}(T)}
- 잔여 스펙트럼(殘餘spectrum, 영어: residual spectrum) {\displaystyle \sigma _{\text{r}}(T)}
- 연속 스펙트럼(連續spectrum, 영어: continuous spectrum) {\displaystyle \sigma _{\text{c}}(T)}

이며, 다음과 같다.
어떤 수 {\displaystyle \lambda \in \mathbb {K} }에 대하여  {\displaystyle \lambda \in \sigma (T)}이려면 {\displaystyle T-\lambda }가 전단사 함수이지 않아야 한다. 즉, 다음 "문제" 가운데 적어도 하나가 발생해야 한다.
- {\displaystyle T-\lambda }가 단사 함수가 아니다. 이러한 {\displaystyle \lambda }들의 집합을 점 스펙트럼 {\displaystyle \sigma _{\text{p}}(T)}라고 한다. 이 경우 {\displaystyle \lambda }는 {\displaystyle T}의 고윳값이며, {\displaystyle Tv=\lambda v}인 고유 벡터 {\displaystyle v\in V}가 존재한다.
- {\displaystyle T-\lambda }가 단사 함수이지만, 전사 함수가 아니다.
  - {\displaystyle T-\lambda }는 단사 함수이지만 그 상이 조밀 집합이 아니다. 이러한 {\displaystyle \lambda }들의 집합을 잔여 스펙트럼 {\displaystyle \sigma _{\text{r}}(T)}라고 한다.
  - {\displaystyle T-\lambda }는 단사 함수이며 그 상이 조밀 집합이지만 전사 함수가 아니다. 이러한 {\displaystyle \lambda }들의 집합을 연속 스펙트럼 {\displaystyle \sigma _{\text{c}}(T)}라고 한다. 이 경우, {\displaystyle (T-\lambda )^{-1}\colon (T-\lambda )(V)\to V}는 {\displaystyle V}의 조밀 집합 {\displaystyle (T-\lambda )(V)} 위에 정의되는, 비유계 작용소이다.

## 성질
복소수 바나흐 대수의 원소의 스펙트럼은 공집합이 아니다.:253, Theorem 10.13(a):756, Theorem 1
복소수 바나흐 대수 {\displaystyle A}의 원소 {\displaystyle a\in A}의 스펙트럼 반지름은 다음과 같은 겔판트 공식(영어: Gelfand formula)에 의하여 주어진다.:195–197
{\displaystyle \operatorname {spec\,rad} (a)=\lim _{n\to \infty }{\sqrt[{n}]{\|a^{n}\|}}}
(반면, 유한 또는 무한 차원 실수 바나흐 공간 위의 유계 작용소의 스펙트럼은 공집합일 수 있다.)
{\displaystyle \mathbb {K} \in \{\mathbb {R} ,\mathbb {C} \}}에 대하여, {\displaystyle \mathbb {K} }-바나흐 공간 위의 유계 작용소 {\displaystyle T}의 스펙트럼은 항상 {\displaystyle \mathbb {K} } 속의 콤팩트 집합이다.:253, Theorem 10.13(a) 특히
{\displaystyle |\lambda |\leq \|T\|\qquad (\forall \lambda \in \sigma (T))}
이다. 여기서 {\displaystyle \|T\|}는 작용소 노름이다.

### 유한 차원
{\displaystyle V=\mathbb {K} ^{n}}가 유한 차원 {\displaystyle \mathbb {K} }-바나흐 공간이라고 하자. 그렇다면, {\displaystyle \mathbb {K} }-선형 변환 {\displaystyle V\to V}가 단사 함수이거나 전사 함수인 것은 전단사 함수인 것과 동치이다 (차원 정리). 이에 따라, 유한 차원 {\displaystyle \mathbb {K} }-바나흐 공간 위의 작용소의 경우 오직 점 스펙트럼만이 존재하고, 잔여·연속 스펙트럼은 존재하지 않는다.
특히, 선형 변환 {\displaystyle T\colon V\to V}(즉, 행렬)의 스펙트럼 반지름은 그 고윳값들의 절댓값 가운데 가장 큰 것이다.

### 콤팩트 작용소
복소수 바나흐 공간 {\displaystyle V} 위의 콤팩트 작용소 {\displaystyle T\colon V\to V}의 경우, 다음이 성립한다.
- 연속 스펙트럼은 항상 공집합 또는 {\displaystyle \{0\}}이다.
- 잔여 스펙트럼은 항상 공집합 또는 {\displaystyle \{0\}}이다.

즉, 스펙트럼은 0을 제외하고는 모두 점 스펙트럼(고윳값)으로 구성된다.

### 정규 작용소
복소수 힐베르트 공간 위의 정규 작용소의 잔여 스펙트럼은 공집합이다.
복소수 힐베르트 공간 {\displaystyle V} 위의 정규 작용소 {\displaystyle T\colon V\to V}의 스펙트럼 반지름은 다음과 같다.
{\displaystyle \operatorname {spec\,rad} (T)=\sup _{v\in V\setminus \{0\}}{\frac {|\langle v,Tv\rangle |}{\langle v,v\rangle }}}
보다 일반적으로, 위 등식의 우변을 유계 작용소의 수치 반지름(數値半지름, 영어: numerical radius)이라고 하며, 스펙트럼 반지름이 수치 반지름과 일치하는 유계 작용소를 스펙트럼형 작용소(spectrum型作用素, 영어: spectraloid operator)라고 한다.

### 분해식
{\displaystyle \mathbb {K} }-바나흐 대수 {\displaystyle A}의 원소 {\displaystyle a\in A} 및 {\displaystyle z\in \rho (a)}에 대하여, 만약 {\displaystyle \|a\|<|z|}라면, 분해식의 다음과 같은 노이만 급수(Neumann級數, 영어: Neumann series)가 (노름으로 정의되는 거리 위상에서) 수렴한다.:250, Chapter 10
{\displaystyle {\frac {1}{z-a}}={\frac {1}{z}}\sum _{n=0}^{\infty }(a/z)^{n}}

## 예

### 행렬
실수 행렬
{\displaystyle {\begin{pmatrix}0&-1\\1&0\end{pmatrix}}}
는 {\displaystyle \mathbb {R} ^{2}} 위의 작용소로서 스펙트럼이 공집합이다. 그러나 이는 {\displaystyle \mathbb {C} ^{2}} 위의 작용소로서 점 스펙트럼 {\displaystyle \{\pm \mathrm {i} \}}를 갖는다.

### 시프트
복소수 힐베르트 공간 {\displaystyle V=\ell ^{2}(\mathbb {C} )}를 생각하자. 그렇다면 사상
{\displaystyle T\colon (x_{1},x_{2},\dots )\mapsto (0,x_{1},x_{2},\dots )}
은 유계 작용소이며, 사실 콤팩트 작용소이다. {\displaystyle T}는 고윳값을 가지지 않지만, {\displaystyle T}는 전사 함수가 아니므로 {\displaystyle T}의 스펙트럼은 {\displaystyle \{0\}}이다. 이 경우, {\displaystyle T}의 상은 사실 조밀 집합조차 아니므로, 이 0은 잔여 스펙트럼에 속한다.

### 곱셈
임의의 {\displaystyle 1\leq p\leq \infty }에 대하여, 측도 공간 {\displaystyle (X,\Sigma ,\mu )} 위의 르베그 공간
{\displaystyle V=\operatorname {L} ^{p}(X,\Sigma ,\mu ;\mathbb {K} )}
는 {\displaystyle \mathbb {K} }-바나흐 공간을 이룬다. 그 위의 가측 함수
{\displaystyle f\colon (X,\Sigma )\to (\mathbb {K} ,{\mathcal {B}}(\mathbb {K} ))}
의 상이 유계 집합이라고 하자. (물론, 어떤 영집합 {\displaystyle N\subseteq X}에 대하여 {\displaystyle f\upharpoonright (X\setminus N)}의 상이 유계 집합인 것만으로도 족하다.) 여기서 {\displaystyle {\mathcal {B}}(\mathbb {K} )}는 보렐 시그마 대수이다. 그렇다면, 점별 곱셈으로 정의되는 작용소
{\displaystyle T_{f}\colon V\to V}
{\displaystyle T_{f}\colon g\mapsto fg}
는 {\displaystyle \mathbb {K} }-유계 작용소이다.
이제, 집합
{\displaystyle \operatorname {ess\,ran} f\subseteq \mathbb {K} }
를 다음과 같이 정의하자.
{\displaystyle \lambda \in \operatorname {ess\,ran} f{\overset {\text{def}}{\iff }}\forall \epsilon \in \mathbb {R} ^{+}\colon \mu \left(f^{-1}(\operatorname {ball} _{\mathbb {K} }(\lambda ,\epsilon ))\right)>0}
그렇다면, {\displaystyle \operatorname {ess\,ran} f=\sigma (T_{f})}이다.
그 스펙트럼의 분해는 다음과 같다.
임의의 {\displaystyle \lambda \in \operatorname {ess\,ran} f}에 대하여, 만약 {\displaystyle \mu ^{-1}(\{\lambda \})>0}이라면, {\displaystyle \lambda \in \sigma _{\text{p}}(T_{f})}이며, 만약 그렇지 않다면 {\displaystyle \lambda \in \sigma _{\text{c}}(T_{f})}이다. 특히, {\displaystyle T_{f}}는 잔여 스펙트럼을 갖지 않는다.

### 결합 대수
가환환 {\displaystyle R}를 스스로 위의 결합 대수로 간주하였을 때, 원소 {\displaystyle r\in R}의 스펙트럼은
{\displaystyle \sigma (r)=R\setminus (r+\operatorname {Unit} (R))}
이다. (여기서 {\displaystyle \operatorname {Unit} (R)=\{r\in R\colon \exists r^{-1}\}}는 가역원군이다.)
사원수 대수 {\displaystyle \mathbb {H} }는 실수 바나흐 대수를 이루며, 사원수 {\displaystyle a\in \mathbb {H} }의 스펙트럼은 다음과 같다.
{\displaystyle \sigma (a;\mathbb {R} )=\mathbb {R} \cap \{a\}}
(특히, 만약 {\displaystyle a\not \in \mathbb {R} \subseteq \mathbb {H} }이라면 {\displaystyle \sigma (a)=\varnothing }이다.)
마찬가지로, 복소수체 {\displaystyle \mathbb {C} }를 실수 바나흐 대수로 간주하였을 때, {\displaystyle z\in \mathbb {C} }의 스펙트럼은 다음과 같다.
{\displaystyle \sigma (z;\mathbb {R} )=\mathbb {R} \cap \{z\}}
(특히, 만약 {\displaystyle z\not \in \mathbb {R} \subseteq \mathbb {H} }이라면 {\displaystyle \sigma (z)=\varnothing }이다.) 물론, {\displaystyle \mathbb {C} }를 복소수 바나흐 대수로 간주하였을 때, {\displaystyle \sigma (z;\mathbb {C} )=\{z\}}이다.

### 연속 함수 대수
콤팩트 하우스도르프 공간 {\displaystyle X} 위의 {\displaystyle \mathbb {K} }-바나흐 대수 {\displaystyle {\mathcal {C}}^{0}(X,\mathbb {K} )}의 원소 {\displaystyle f\in {\mathcal {C}}^{0}(X,\mathbb {K} )}의 스펙트럼은 그 상이다.
{\displaystyle \sigma (f)=\{f(x)\colon x\in X\}\subseteq \mathbb {K} }

## 역사
유계 작용소의 분해식의 노이만 급수는 에리크 이바르 프레드홀름이 1903년에 최초로 사용하였다.
"스펙트럼"(독일어: Spektrum 슈펙트룸[*])과 "분해식"(독일어: Resolvente 레졸벤테[*])이라는 용어는 다비트 힐베르트가 도입하였다. "스펙트럼"이라는 용어는 작용소의 스펙트럼을 물리학의 원자 스펙트럼 등에 비유한 것이다.

## 응용
양자역학에서, 복소수 힐베르트 공간
{\displaystyle {\mathcal {H}}={\mathcal {L}}^{2}(\mathbb {R} ;\mathbb {C} )}
위에 매끄러운 함수인 퍼텐셜
{\displaystyle V\colon \mathbb {R} \to \mathbb {R} }
이 주어졌으며,
{\displaystyle \inf _{x\in \mathbb {R} }V(x)>\infty }
이라고 하자. 이 경우, 해밀토니언 연산자
{\displaystyle H=-{\frac {\mathrm {d} ^{2}}{\mathrm {d} x^{2}}}+V(x)}
를 {\displaystyle {\mathcal {H}}}의 조밀 집합 위에 정의할 수 있으며, 이에 따라 임의의 양이 아닌 실수 성분을 갖는 복소수
{\displaystyle \alpha \in \mathbb {C} ,\;\Re (\alpha )\leq 0}
에 대하여 유계 작용소
{\displaystyle \exp(\alpha H)\colon {\mathcal {H}}\to {\mathcal {H}}}
를 정의할 수 있다. 이는 정규 작용소이며, 따라서 잔여 스펙트럼을 갖지 않는다. 또한, 그 스펙트럼은 항상
{\displaystyle \sigma (\exp(\alpha H))=\{\exp(\alpha E)\colon E\in \mathbb {R} \}}
의 꼴이다. 이에 따라, {\displaystyle E}를 {\displaystyle H}의 스펙트럼으로 여길 수 있다.
{\displaystyle \Re (\alpha )<0}의 경우, {\displaystyle \exp(\alpha H)}의 점 스펙트럼은 대략 퍼텐셜에 대한 속박 상태를 나타내고, 연속 스펙트럼은 자유 상태를 나타낸다.

## 같이 보기
- 자기 수반 작용소